# Pjotr Jakowlewitsch Galperin
Pjotr Jakowlewitsch Galperin (auch Piotr Gal'perin; * 2. Oktober 1902 in Tambow; † 25. März 1988 in Moskau) war ein sowjetischer Psychologe und Pädagoge sowie der Begründer einer neuen Richtung in der sowjetischen Psychologie. Er arbeitete mit Alexei Leontjew zusammen.

## Prinzip der Handlungsorientierung im Unterricht
Nach Galperin gehen geistige Handlungen aus äußeren Handlungen (mit materiellen Gegenständen ausgeführten Handlungen) hervor. Eine Lernhandlung werde demnach zunächst in einer materialisierten Form mit realen Gegenständen oder deren Repräsentationen (Schema, Diagramm, Zeichnung, Modelle o. ä.) ausgeführt. Dadurch erhielten Schüler eine Orientierungsgrundlage, die „in einem gewissen Sinne eine Orientierungshilfe für die selbstständige Orientierung ist.“ So erreichten sie dauerhaften Lernerfolg.
Für die heutigen Prozesse der Unterrichtsplanung haben seine Arbeiten zur Lerntheorie und Tätigkeitstheorie immer noch eine wichtige Bedeutung. Besonders für die Aspekte der Handlungsorientierung und für das didaktische Feld von Georg Feuser liefern Galperins Gedanken wichtige Ausgangsmomente.

## Eigene Werke (Auswahl)
- mit Alexei Leontjew (Hrsg.): Die Theorie des Kenntniserwerbs und der programmierte Unterricht, WB, Darmstadt 1969
- mit Alexei Leontjew (Hrsg.): Probleme der Lerntheorie. Berlin Ost 1972.
- Die Grundfragen der Psychologie. Pahl Rugenstein, Köln 1980.